# 首席知识官
首席知识官（chief knowledge officer，縮寫 CKO），负责公司的知识管理计划。CKO 帮助设计发现新知识源的程序和系统，或者帮助在组织和管理过程中对现有的知识进行更好的应用。